# Istratie Sămășescu
Istratie Sămășescu (n. secolul al XIX-lea – d. secolul al XIX-lea) a fost un politician și general român. 

## Biografie

### Activitate militară
A fost Șef al Statului Major General în perioada 29 ianuarie 1860 - 29 mai 1860 cu gradul de maior. 

### Activitate politică
A fost Ministrul Apărării în perioada 17 aprilie - 10 iulie 1861, cu gradul de colonel în guvernul Anastasie Panu de la Iași și în guvernul Ștefan Golescu de la București, ambele realizate după Mica Unire din 5/24 ianuarie 1859, dar înainte de unirea administrativă a Principatelor Române.